# ごうかく駅

待合室（2005年8月）

ごうかく駅（ごうかくえき）は、愛媛県上浮穴郡久万高原町西谷にある、久万高原町営バス古味線のバス停留所（自動車駅）。2014年現在では久万高原町が所有する。

## 概説
国鉄バス松山高知急行線（支線の八釜線）の自動車駅である「郷角駅」として開設された。待合室がある。
町（村）営バス移管よりも前の1980年代頃に、受験合格祈願の縁起物として当駅までの乗車券が売れていることに気づいた職員が、縁起切符として宣伝や特別乗車券の販売をおこなうようになった（時期については、報道により「国鉄バス時代」「JR四国バス時代」と分かれている）。
地元の一般社団法人「柳谷産業開発公社」（町営バス当該路線の運行を受託）が大成（おおなる）と組み合わせた縁起切符や、破魔矢・鉛筆立てと合わせた「合格グッズ」を販売している。2013年の報道では、2011年 - 2012年の受験シーズンには約2000枚が売れたという。
待合室内には駅ノートが置かれている。

## 駅周辺
- 国道440号

## 歴史
- 1951年2月6日 - 予土北線落出・古味間の支線開業に伴い合角停車場開設[6]。
- 1987年4月1日 - 国鉄分割民営化に伴い、四国旅客鉄道（JR四国）自動車部の駅となる。
- 1990年5月1日 - JR四国の路線廃止により、代替として柳谷村営バスの運行を開始。
- 2004年8月1日 - 市町村合併に伴い久万高原町営バスの駅となる。
- 時期不明 - 郷角駅からごうかく駅に改称。
- 2019年12月 - 停留所標識を、絵馬を模した木製のデザインに変更（縁起切符に関連のある「旭」「大成」も同時に変更）[5]。

## 停車路線
- 久万高原町営バス古味線（落出方面）（古味方面）